# Heteroclymene robusta
Heteroclymene robusta är en ringmaskart som beskrevs av Arwidsson 1906. Heteroclymene robusta ingår i släktet Heteroclymene och familjen Maldanidae. Arten är reproducerande i Sverige. Inga underarter finns listade i Catalogue of Life.